# Noranta-set
El noranta-set és un nombre natural que segueix el noranta-sis i precedeix el noranta-vuit. S'escriu 97 o XCVII segons el sistema de numeració emprat.

## En altres dominis
- És el nombre atòmic del berkeli.[1]
- Designa l'any 97 i el 97 aC.
- És el sisè nombre primer de Proth.[2]